# Cistus skanbergii
Cistus skanbergii là một loài thực vật có hoa trong họ Nham mân khôi. Loài này được Lojac. mô tả khoa học đầu tiên năm 1885.